# Funicularius triseriatus
Funicularius triseriatus är en svampart som beskrevs av K.K. Baker & Zaim 1979. Funicularius triseriatus ingår i släktet Funicularius, divisionen sporsäcksvampar och riket svampar.   Inga underarter finns listade i Catalogue of Life.